# 여신금융협회
여신금융협회(與信金融協會, The Credit Finance Association)는 회원상호간의 업무협조와 여신전문금융업에 대한 연구개발 및 홍보를 통하여 여신전문금융업의 건전한 발전을 도모하기 위해 1998년 설립되었다. 서울특별시 중구 다동길 43 한외빌딩 13층에 위치하고 있다.

## 설립 근거
- 여신전문금융업법 제62조[1]

## 주요 업무
- 여신전문금융업법 기타 법령이 준수되도록 하기 위한 회원에 대한 지도와 권고
- 회원에 대한 이용자보호를 위한 업무방식의 개선권고
- 업무 및 경영실적에 대한 보고서 제출의 대행과 회원의 재무상태에 대한 분석
- 이용자 민원의 상담 및 처리
- 회원 상호간의 신용정보의 교환
- 신용카드가맹점에 대한 정보 관리
- 여신전문금융업 및 여신전문금융회사의 발전을 위한 조사 연구
- 여신전문금융업무에 대한 교육
- 여신전문금융업의 대외홍보를 위하여 필요한 사업
- 여신전문금융업 관련 출판사업
- 기타 협회의 목적을 달성하기 위하여 필요한 업무

## 연혁
- 2022년 10월 제13대 정완규 회장(상근) 취임
- 2019년 6월 제12대 김주현 회장(상근) 취임
- 2016년 6월 제11대 김덕수 회장(상근) 취임
- 2013년 6월 제10대 김근수 회장(상근) 취임
- 2010년 4월 제9대 이두형 회장(상근) 취임
- 2009년 3월 제8대 장형덕 회장(비상근) 취임
- 2008년 4월 제7대 이병구 회장(비상근) 취임
- 2007년 4월 제6대 나종규 회장(비상근) 취임
- 2006년 4월 제5대 유석렬 회장(비상근) 취임
- 2005년 4월 제4대 유인완 회장(비상근) 취임
- 2004년 12월 이호군 회장(비상근) 연임
- 2003년 12월 제3대 이호군 회장(비상근) 취임
- 2000년 9월 제2대 유종섭 회장(상근) 취임
- 1998년 7월 제1대 민해영 회장(상근) 취임
- 1998년 3월 여신금융협회 창립

## 조직

### 총회

#### 이사회

##### 여신금융협회
- 준법지원부
- 여신금융연구소
- 사업본부
  - 카드기획부
  - 카드운영부
  - 금융부
  - 신기술금융부
  - 자율규제부
  - 소비자보호부
- 지원본부
  - 종합기획부
    - 상시지원실

  - 경영지원부
  - 홍보부
  - 대외협력부
  - 정보시스템부

## 같이 보기
- 금융위원회
- 금융감독원